# Пам'ятники Батурина
Пам'ятники Батурина — об'єкти монументального мистецтва, встановлені в різні роки, що розташовані на території міста Батурин Чернігівської області.
Батурин здавна мав складну та непересічну історію і внаслідок значної історичної та культурної цінності має велике значення для історії України та самосвідомості українців.
Бувши заснованим на початку XVII ст. як прикордонна застава на теренах східних українських земель, це місто станом на початок XVIII ст. перетворилося на одну з найбільших та найбільш захищених фортець Східної Європи. Сталося це не лише за рахунок вигідного географічного й економічного розсташування, а й тому, що в період з 1669 до 1708 рр. Батурин був офіційною резиденцією українських гетьманів Дем'яна Многогрішного, Івана Самойловича та Івана Мазепи, а відтак — столицею Гетьманщини.
Вдруге столичного статусу Батурин набув у 1760—1803 рр. за гетьманування Кирила Розумовського.
Подіям та діячам козацької доби присвячено чимало пам'ятників Батурина. Трагічну роль в історії міста зіграла жахлива Батуринська трагедія 1708 року, жертвам якої у Батурині присвячено два меморіали.
| Назва                                                                | Дата встановлення   | Розташування                                                                                      | Фото | Короткі відомості |
| Гетьмани. Молитва за Україну, скульптурна композиція                 | 22 січня 2009 року  | Майдан Гетьманської слави                                                                         |      | Пам'ятник є композицією, що включає у себе постаті п'яти гетьманів, життя яких було пов'язане з Батурином — Дем'яна Многогрішного, Івана Самойловича, Івана Мазепи, Пилипа Орлика та Кирила Розумовського. Автори композиції — Мазур Микола Іванович (1948—2015) та Мазур Богдан Миколайович (1969). Відкриття пам'ятника здійснював особисто Президент України Віктор Ющенко |
| Жертвам Батуринської трагедії (Гончарівка), меморіал                 | 1991 рік            | на території Гончарівки - заміської резиденції І. Мазепи                                          |      | Дерев'яний пам'ятний хрест на честь жертв Батуринської трагедії було встановлено у 1991 році активістами Народного Руху України на території Гончарівки — головної резиденції гетьмана Івана Мазепи у Батурині |
| Пам'ятник жертвам Батуринської трагедії (Цитадель), меморіал         | квітень 2004 року   | Цитадель Батуринської фортеці                                                                     |      | Пам'ятний хрест на честь жертв Батуринської трагедії було встановлено на території колишньої Цитаделі Батуринської фортеці Автор проекту — Гайдамака Анатолій Васильович (1939), скульптор — Обезюк Микола Наумович (1938). У відкритті пам'ятника взяли участь народні депутати Віктор Ющенко, Іван Плющ, Юрій Костенко.                                                     |
| Жертвам Голодомору 1932—1933 рр.                                     | 2009 рік            | на розі вулиць Гетьманської та Грушевського, поблизу парку «Кочубеївський» (вулиця Гетьманська)   |      | |
| Миколі Кадуну                                                        | 1975 рік            | біля будівлі Батуринської загальноосвітньої школи по вулиці Ющенка, 47                            |      | Присвячено Герою Радянського Союзу Миколі Васильовичу Кадуну. Скульптор О. В. Ситник. |
| Курган Слави                                                         | 1975 рік            | на розі вулиць Гетьманської та Грушевського, неподалік парку «Кочубеївський» (вулиця Гетьманська) |      | Присвячено батуринцям, що полягли у роки Другої світової війни. Автор — Коломієць Інна Антонівна (1921—2005). |
| Богдану Лепкому                                                      | 1999 рік            | парк «Кочубеївський» (вулиця Гетьманська)                                                         |      | Пам'ятник відомому українському письменнику було відкрито з нагоди 125-ліття з дня його народження. Богдан Лепкий є автором знаменитої трилогії «Мазепа». |
| Івану Мазепі, пам'ятний знак                                         | 1991 рік            | на території Гончарівки - заміської резиденції І. Мазепи                                          |      | Меморіальна дошка на честь видатного українського державного діяча була встановлена у 1991 році активістами Народного Руху України на території Гончарівки — головної резиденції гетьмана Івана Мазепи у Батурині. |
| Мати. Сини мої соколи, скульптура                                    | 22 січня 2009 року  | Майдан Гетьманської слави                                                                         |      | Символізує єдність Правобічної та Лівобічної України. Матір обіймає та благословляє своїх синів на вірну службу Батьківщині. Автори — українські скульптори Микола та Богдан Мазури. |
| Тарасу Григоровичу Шевченку                                          | 2016 рік            | вулиця В. Ющенка, 28                                                                              |      | Пам'ятник Т. Г. Шевченку встановлено в рамках реалізації місцевого громадського проекту «Батуринці Великому Кобзарю» (2014-2016 рр.). Скульптор Сергій Олешко. |
| Петру Прокоповичу                                                    | 1975 рік            | парк «Кочубеївський» (вулиця Гетьманська)                                                         |      | Присвячено видатному українському бджоляру, уродженцю Батуринщини Петру Прокоповичу. Автор — Коломієць Інна Антонівна. |
| Плач над героєм Батурина, скульптура                                 | 2008 рік            | біля Воскресенської церковнопарафіяльної школи та Цитаделі Батуринської фортеці                   |      | Скульптуру створено під час роботи міжнародного скульптурного симпозіуму в камені «Батурин — 2008» за підтримки Президента України Віктора Ющенка, що проходив у селищі Седнів. Скульптор Мисько Людмила Василівна. |
| Святому Зосиму, дерев'яна скульптура                                 | 2007 рік            | пасіка імені Петра Прокоповича на Кочубеївщині (вулиця Гетьманська, 74)                           |      | Присвячена Святому Зосиму, що традиційно вважається покровителем бджільництва. Автор — Авула Віктор Михайлович |
| Скорботна мати Україна, військовий меморіал                          | 1991 рік            | парк «Кочубеївський» (вулиця Гетьманська, 74)                                                     |      | Пам'ятник є домінантою невеликого військового меморіалу, де поховані батуринці, полеглі у 1917—1921 рр. та 1941—1945 рр. Скульптор Олександр Ситник. |
| Українським гетьманам, пам'ятний знак                                | 1999 рік            | парк «Кочубеївський» (вулиця Гетьманська, 74)                                                     |      | Встановлений на честь перенесення праху гетьмана Мазепи (землі з місця поховання гетьмана у м. Галац (Румунія) |
| На місці Мазепиного дуба, пам'ятний знак                             | 22 травня 2003 року | парк «Кочубеївський» (вулиця Гетьманська)                                                         |      | Пам'ятний знак встановлено на місці легендарного дубу, дупло якого гетьман Іван Мазепа та Мотря Кочубей використовували для ведення особистої переписки, Партією зелених України |
| Мотря, скульптура                                                    | 2008 рік            | парк «Кочубеївський» (вулиця Гетьманська)                                                         |      | Скульптуру створено під час роботи міжнародного скульптурного симпозіуму в камені «Батурин — 2008» за підтримки Президента України Віктора Ющенка, що проходив у селищі Седнів. Скульптор В. Протас. |
| Джерело, скульптура                                                  | 2008 рік            | на території Воскресенської церковнопарафіяльної школи (вулиця Партизанська, 12)                  |      | Скульптуру створено під час роботи міжнародного скульптурного симпозіуму в камені «Батурин — 2008» за підтримки Президента України Віктора Ющенка, що проходив у селищі Седнів. Скульптор І. Гвелесиані. |
| Волаючі душі, скульптура                                             | 2008 рік            | на території палацово-паркового ансамблю К.Розумовського (вулиця Набережна, 1)                    |      | Скульптуру створено під час роботи міжнародного скульптурного симпозіуму в камені «Батурин — 2008» за підтримки Президента України Віктора Ющенка, що проходив у селищі Седнів. Скульптор Т. Мельников. |
| Мадонна, скульптура                                                  | 2008 рік            | на території Батуринського міського Будинку культури (вулиця Партизанська)                        |      | Скульптуру створено під час роботи міжнародного скульптурного симпозіуму в камені «Батурин — 2008» за підтримки Президента України Віктора Ющенка, що проходив у селищі Седнів. Скульптор Ф. Бетліємський. |
| Свідок трагедії, скульптура                                          | 2008 рік            | на території Батуринського міського Будинку культури (вулиця Партизанська)                        |      | Скульптуру створено під час роботи міжнародного скульптурного симпозіуму в камені «Батурин — 2008» за підтримки Президента України Віктора Ющенка, що проходив у селищі Седнів. Скульптор М. Білик. |
| Бентежний дух Гетьманства, скульптура                                | 2008 рік            | на розі вулиць В. Ющенка та Самойловича                                                           |      | Скульптуру створено під час роботи міжнародного скульптурного симпозіуму в камені «Батурин — 2008» за підтримки Президента України Віктора Ющенка, що проходив у селищі Седнів. Скульптор Ю. Мисько. |
| Прощання, скульптура                                                 | 2008 рік            | на території Гончарівки - заміської резиденції І. Мазепи                                          |      | Скульптуру створено під час роботи міжнародного скульптурного симпозіуму в камені «Батурин — 2008» за підтримки Президента України Віктора Ющенка, що проходив у селищі Седнів. Скульптор А. Валієв. |
| На місці прощання батуринців з тілом Тараса Шевченка, пам'ятний знак | 1991 рік            | на розі вулиць Гетьманської та Грушевського, поблизу парку «Кочубеївського»                       |      | Пам'ятний знак встановлено на місці, де у 1861 році батуринці прощалися із тілом Тараса Шевченка та проводжали його в останню путь до Канева. У 2010 р. пам'ятний знак демонтовано, а на його місці споруджено Каплиця Святого Миколая (Батурин) |